# Mohd Safee Mohd Sali
Mohd Safee Mohd Sali (ur. 29 stycznia 1984 w Kajang) – piłkarz malezyjski grający na pozycji napastnika.

## Kariera klubowa
Karierę piłkarską Safee rozpoczął w klubie Melaka Telekom. W 2003 roku zadebiutował w jego barwach w pierwszej lidze malezyjskiej, ale jeszcze w tym samym roku przeszedł do Kuala Lumpur FA. Grał w nim w latach 2003-2005, jednak nie osiągnął większych sukcesów. W 2005 roku odszedł do Sarawaku FA, w którym spędził jeden sezon.
W 2006 roku Safee został zawodnikiem Selangoru FA. W 2009 roku wywalczył z nim mistrzostwo kraju, a także zdobył zarówno Puchar Malezyjskiej Federacji Piłkarskiej, jak i Tarczę Dobroczynności. W 2010 roku ponownie wygrał z Selangorem to drugie trofeum.
W 2011 roku Safee przeszedł do indonezyjskiej Pelity Jaya. W 2013 został zawodnikiem Johor Darul Takzim FC. W 2017 przeszedł do Selangor PKNS.

## Kariera reprezentacyjna
W reprezentacji Malezji Safee zadebiutował 23 lutego 2006 roku w przegranym 1:2 towarzyskim spotkaniu z Nową Zelandią i w debiucie zdobył gola. W 2007 roku został powołany do kadry na Puchar Azji 2007. Tam rozegrał jedno spotkanie, z Iranem (0:2).